# Stana Anghelescu
Stana Anghelescu este un om de afaceri român, care a deținut funcția de consilier de stat la Cancelaria Președintelui.